# Distretto di Usicayos
Il distretto di Usicayos è un distretto del Perù, facente parte della provincia di Carabaya, nella regione di Puno.